# Hilario Ascasubi

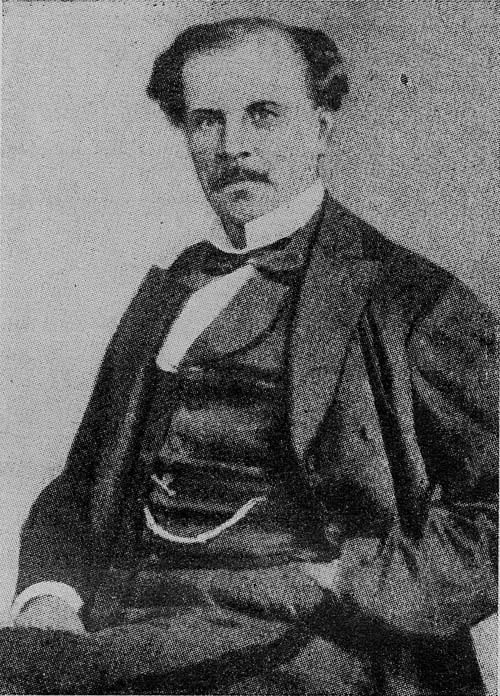
Hilario Ascasubi

Hilario Ascasubi (* 14. Januar 1807 in Bell Ville, Provinz Córdoba; † 17. November 1875 in Buenos Aires) war ein argentinischer Schriftsteller. 

## Leben
Hilario Ascasubi war ein Sohn des Kaufmanns Mariano Ascasubi und dessen Ehefrau Loreta de Elía. Er kam auf dem Fuhrwerk zur Welt, mit dem seine Mutter zu ihrer Hochzeit nach Buenos Aires fuhr. 
Unter Juan Manuel de Rosas kämpfte Ascasubi nach der Mai-Revolution im Unabhängigkeitskrieg gegen die Spanier. Anschließend ging er ins Exil nach Uruguay und ließ sich in Montevideo nieder. Dort führte er eine Bäckerei. Während dieser Zeit entstanden die meisten seiner literarischen Werke unter dem Pseudonym Paulino Lucero. Sein Hauptwerk ist Santos Vega y Los mellizo de La flor (Santos Vega und die Flor-Zwillinge), eine Verserzählung über einen „mutigen, machistischen, dickschädeligen Gaucho“ Hilario Ascasubi ist einer der Hauptvertreter der den Gaucho idealisierenden Gaucho-Literatur.
Im Alter von 68 Jahren starb Hilario Ascasubi am 17. November 1875 in Buenos Aires und fand dort auch seine letzte Ruhestätte. 

## Werke (Auswahl)
- Aniceto el Gallo. Fondo de Cultura económica, Mexiko 1984, ISBN 968-16-1557-3 (Poesía gauchesca; 2).
- El gaucho Jacinto Cielo con doce números.
- Paulino Lucero ó los gauchos del Rió de La Plata. Cantadoy combatiendo contra los tiranos de las républicas Argentina y oriental del Uruguay 1839 á 1851. 2. Aufl. Peuser, Buenos Aires 1900.
- Santos Vega y Los mellizo de La flor. Rasgos dramáticos de la vida del gaucho en las campañas y praderas de la República Argentina (1778-1808). Secretaria del Cultura de la Nación, Buenos Aires 1994, ISBN 950-507-395-X.
- Unitarios y federales. Editorial Ameghino, Rosario 1998, ISBN 987-9216-49-0 (zusammen mit Esteban Echeverría und José Mármol).